# Adriaen Baert
Adriaen Baert, heer van Cranenbrouck (Schoonhoven, 16 augustus 1707 - Alkmaar, 15 februari 1763) was burgemeester van de Noord-Hollandse plaats Alkmaar.

## Levensloop
Baert was een telg uit het geslacht Baert en werd op 16 augustus 1707 geboren te Schoonhoven in de toenmalige Republiek der Zeven Verenigde Nederlanden als het tweede kind van drie kinderen en enige zoon van Jacob Baert (1682-1758), thesaurier, vroedschap, electeur en schepen van Schoonhoven en schepen en lid van de regering van Alkmaar, en Cuniera van Peursum (1680-1766). Hij huwde te Alkmaar op 24 december 1742 met Maria Marchant (1708-1757). Zij overleed op 7 november 1757 en is op 14 november 1757 begraven in de Grote Kerk van Alkmaar. Zij kregen samen vijf kinderen van wie er twee jong overleden.
Baert promoveerde te Utrecht in 1728 in de rechten. Hij werd schepen, raad en burgemeester van Alkmaar, heemraad van de Wieringerwaard, gedeputeerde ter Staten-Generaal en was bewindhebber van de West-Indische Compagnie.
Zijn dochter Elisabeth (1743-1788) trouwde in 1764 met mr. Adriaan Weveringh (1729-1768), onder andere advocaat, raad en president-schepen van Alkmaar. Zijn zoon mr. Jacob Baert (1744-1796) werd ook schepen, raad, thesaurier en burgemeester van Alkmaar.
Baert overleed op 15 februari 1763 en is op 22 februari 1763 begraven in de Grote Kerk van Alkmaar.

## Loopbaan
Gedurende zijn leven heeft Baert een diversiteit aan functies bekleed in en om Alkmaar:
- 1727           : Bewindhebber West Indische Compagnie
- 1732 - 1748: Schepen van Alkmaar
- 1742 - 1763: Raad te Alkmaar, Lid Vroedschap van Alkmaar
- 1749 - 1751: Namens Holland en Alkmaar gecommitteerde Generaliteitsrekenkamer (1608-1799)
- 1751 - 1754: Namens Holland en Alkmaar Ordinaris gedeputeerde Staten-Generaal der Verenigde Nederlandse Provinciën (1588-1796)
- 1752 - 1763: Regent van het Provenhuis van Bijleveld te Alkmaar
- 1752 - 1763: (1e) Regent van het Provenhuis van Cornelis van Eyck te Alkmaar
- 1753 - 1761: Burgemeester van Alkmaar (m.u.v. 1755, 1756 en 1759)

Een andere functie die Baert heeft bekleed maar waarvan de periode niet volledig duidelijk is, is die van Heemraad Wieringerwaard.